# Pietroburgo (romanzo)
Pietroburgo (titolo originale: in russo Петербург?, Peterburg) è un romanzo dello scrittore russo Andrej Belyj pubblicato in volume in prima edizione nel 1916.

## Trama

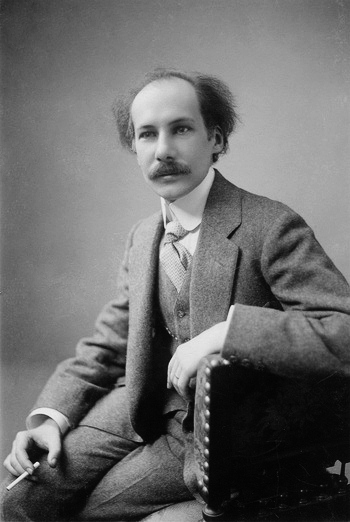
Andrej Belyj nel 1912

L'azione del romanzo si svolge a San Pietroburgo nel 1905, nel periodo immediatamente precedente la Prima rivoluzione russa. Un comitato rivoluzionario, guidato da un certo Lippančenko, ha ordinato che il suo aderente Nikolaj Apollonovič Ableuchov compia un attentato contro il proprio padre, l'alto funzionario governativo Apollon Apollonovič Ableuchov. Nikolaj non ha intenzione di compiere l'attentato: è uno studente di filosofia seguace di Kant e ha aderito al partito rivoluzionario non per convinzione politica, ma in un momento di sconforto per essere stato rifiutato dalla donna di cui era innamorato (Sof'ja Petrovna Lichutina). Dudkin, uno dei terroristi, un alcolizzato che soffre di allucinazioni, viene incaricato di consegnare a Nikolaj una bomba, che ha l'aspetto di una scatola di sardine; la lettera che accompagnava la bomba, con le istruzioni, finisce però nelle mani di Sof'ja Petrovna la quale, credendola uno scherzo, durante un ballo in maschera la consegna ad Apollon Apollonovič, la vittima designata. Un agente della polizia segreta, infiltrato nell'associazione di Lippančenko, minaccia Nikolaj di prigione se non dovesse tener fede ai suoi propositi terroristici.

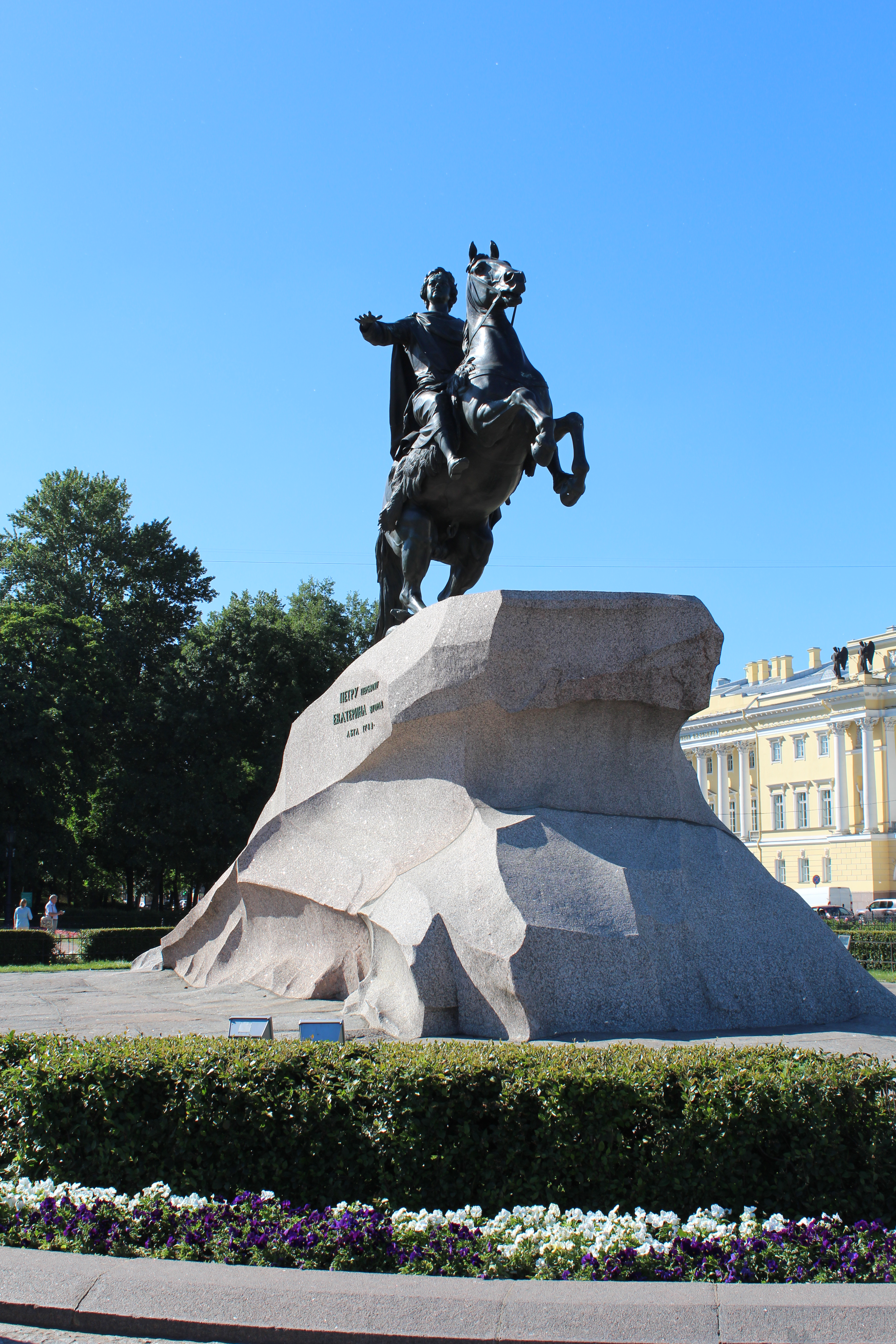
Il cavaliere di bronzo, monumento equestre dedicato a Pietro il Grande, opera di Falconet

Il mattino dopo Nikolaj dice a Dudkin di non voler commettere un parricidio, di non averlo mai promesso e accusa il partito di crudeltà. Dalla conversazione Dudkin si rende conto che Nikolaj, il quale non ha ricevuto la lettera di Lippančenko e ne ignora quindi il contenuto, ignora l'imminenza dell'attentato contro il padre. Dudkin si convince inoltre che nella vicenda si sono creati malintesi ed errori e si ripromette di sistemare il tutto. Dudkin si reca perciò da Lippančenko e gli racconta i problemi che ha rilevato. Lippančenko accusa inaspettatamente Dudkin di mancanza di fervore rivoluzionario; gli dice inoltre che Nikolaj merita di dover sottostare a una prova crudele perché ha denunciato alla polizia i suoi compagni. Dudkin si rende improvvisamente conto che Lippančenko è un provocatore e sta mentendo. La notte successiva Dudkin, in preda ad allucinazioni più forti del solito, nel corso delle quali riceve una benedizione dal Cavaliere di bronzo, uccide Lippančenko con un paio di forbicine, poi si accomoda sul cadavere nella posa del Cavaliere di Bronzo. Nel frattempo Apollon Apollonovič si reca nella stanza del figlio, trova la scatoletta-bomba in un cassetto dello scrittoio e, all'oscuro del suo contenuto, la porta distrattamente nel suo studio. Più tardi il figlio, che vorrebbe gettare la bomba nella Neva, non la trova più nel cassetto e la cerca invano dappertutto. Durante la notte la bomba esplode: il padre rimane però illeso.
Apollon Apollonovič lascia Pietroburgo per ritirarsi in campagna. Suo figlio parte per l'Egitto dove vivrà in solitudine, leggerà le opere di Skovoroda e ritornerà in Russia solo nel 1913, dopo la morte dei genitori.

## Genesi dell'opera
Andrej Belyj iniziò a scrivere il romanzo, il secondo della progettata trilogia "Oriente o Occidente", nell'autunno del 1911. Inizialmente il romanzo avrebbe dovuto intitolarsi Putniki (I viandanti), i personaggi avrebbero dovuto essere gli stessi del romanzo Il colombo d'argento e Nikolaj Apollonovič Ableuchov avrebbe avuto una particina episodica. Tuttavia, a mano a mano che l'autore procedeva nella stesura, il romanzo diventava completamente diverso da quanto previsto per clima, stile e struttura. Belyj attribuì al romanzo, una volta terminato, numerosi titoli (La guglia dell’Ammiragliato, Ombre funeste, La carrozza laccata, Il domino rosso) prima di adottare il titolo suggeritogli da Vjačeslav Ivanov il quale riteneva che protagonista del romanzo fosse proprio la città di Pietroburgo.

## Struttura
Apparentemente in Pietroburgo «abbiamo la tecnica del mistero nella sua forma pura». La trama del romanzo ha infatti come nucleo l'azione terroristica che mette di fronte a un alto funzionario governativo il proprio figlio, al quale è stato dato l'ordine di uccidere il padre, sullo sfondo della Russia rivoluzionaria del 1905; intorno a questo nucleo si svolgono numerose «vicende che consistono sostanzialmente in una pittura di tipi e di ambienti caratteristici della decadenza morale e spirituale della vita russa del principio del secolo». Alcuni motivi del romanzo sono autobiografici: per esempio, le incomprensioni fra padre e figlio, la passione di Nikolaj per una donna sposata, la passione per i balli in maschera, il viaggio di Nikolaj in Egitto, il suo interesse per il filosofo ucraino Skovoroda; inoltre alcuni personaggi adombrano personaggi concreti della storia russa dell'epoca. Šklovskij tuttavia sottolinea che Andrej Belyj «ha voluto creare una "epopea" antroposofica». Ripellino afferma che, nonostante i legami con la realtà, il romanzo di Belyj è una rassegna di spettri, «come se Belyj trasferisse nelle proprie pagine i fantasmi evocati in una seduta spiritica». «Belyj osserva la rivoluzione e il fermento dell'epoca con le lenti annebbiate del simbolismo. [...] Il romanzo condivide le tipiche predilezioni dei simbolisti: le siluette e le ombre cinesi, le "taches nuancées", gli aggettivi composti, i paragoni con gemme (ametiste, rubini, turchesi), l'emblematica dei colori: tutto questo proviene dall'armamentario del simbolismo. La tendenza a disporre i personaggi su un fondale pittorico, in modo da ricavarne effetti cromatici». Ma soprattutto, «il romanzo rivela una straordinaria ricchezza di artifici stilistici: vi si trovano "flash-backs", "chassés-croisés", sprazzi di monologo interiore, spunti di saggio filosofico, e persino accenni di automatismo (nella stesura dei sogni). Belyj conduce in modo simultaneo diversi temi convergenti, articolando la narrazione su molteplici piani. E giuoca a volte con l'intreccio come un attore che esca dalla parte, per indicare che le vicende cui stiamo assistendo non sono realtà, ma spettacolo».

## Critica
Pietroburgo suscitò fin dall'inizio interesse e apprezzamento. Block ne fu fortemente colpito e in una lettera a Pavel Eliseevič Ščegolev del 19 dicembre 1913 definisce Pietroburgo la più significativa opera letterarie pubblicata quell'anno, assieme a Der Tunnel di Bernhard Kellermann
. Per Šklovskij, in un saggio del 1924, «Andrej Belyj è lo scrittore più interessante del nostro tempo. Tutta la prosa russa contemporanea ne porta l'impronta». Belyj non è stato condizionato dalle premesse ideologiche extraartistiche (l'antroposofia, il simbolismo russo). Decenni dopo, Nabokov riteneva Pietroburgo uno dei quattro massimi romanzi del Novecento, uguagliando Belyj a Proust, Joyce e Kafka

## Edizioni
Sono state pubblicate varie edizioni del romanzo. Nel 1912 Belyj preparò una edizione per lo stampatore Nekrasov di Jaroslavl', che riuscì a stampare solo una decina di fogli. Riscritto di sana pianta, il romanzo fu edito dalla casa editrice simbolistica Sirin di Pietroburgo, che lo pubblicò dapprima a puntate, in tre numeri del proprio almanacco, nel 1913-1914, e in volume nel 1916. Nel frattempo, nel 1914 Belyj aveva riveduto il romanzo per la versione tedesca, che tuttavia fu pubblicata solo nel 1919. Una quinta redazione in lingua russa, in due volumi, molto accorciata, fu edita nel 1922 per i tipi della casa editrice Epocha di Berlino. Questa variante fu pubblicata nelle ristampe sovietiche successive ed è la versione tradotta di solito nelle altre lingue.
- (RU) Andrej Belyj, Peterburg, Peterburg, Sirin, 1916.
- (DE) Andrej Belyj, Petersburg, traduzione di N. Strasser, München, Georg Müller, 1919.
- (RU) Andrej Belyj, Peterburg, Berlin, Epocha, 1922.
- Andrej Belyj, Pietroburgo, a cura di Angelo Maria Ripellino, traduzione di Angelo Maria Ripellino, prefazione di Angelo M. Ripellino, Torino, Einaudi, 1961.
- Andrej Belyj, Pietroburgo, a cura di Angelo Maria Ripellino, traduzione di Angelo Maria Ripellino, con un saggio di Angelo M. Ripellino, Milano, Adelphi, 2014, ISBN 978-88-459-2920-5.